# بير بنة بايين (كيسم)
بیر بنة بایین (بالفارسية: بیربنه پایین) هي قرية تقع في إيران في غيلان. يقدر عدد سكانها بـ 104 نسمة بحسب إحصاء 2016.